# Takuya Iwanami
Takuya Iwanami (岩波 拓也, Iwanami Takuya) est un footballeur japonais né le 18 juin 1994. Il évolue au poste de défenseur central au Vissel Kobe.

## Biographie

### En équipe nationale
Avec les moins de 17 ans, il dispute la Coupe du monde des moins de 17 ans 2011 organisée au Mexique. Lors du mondial junior, il joue quatre matchs : contre la Jamaïque, la France, la Nouvelle-Zélande, et enfin le Brésil. Le Japon atteint les quarts de finale du mondial.
Avec les moins de 19 ans, il participe au championnat d'Asie des moins de 19 ans en 2012. Lors de cette compétition, il inscrit un but contre le Koweït. Le Japon atteint les quarts de finale de la compétition, en étant battu par l'Irak.
Il participe ensuite aux Jeux asiatiques de 2014 qui se déroulent à Incheon. Il inscrit un but lors de ces jeux, contre le Koweït. Le Japon est éliminé en quart de finale par la Corée du Sud.
Il dispute en janvier 2016 le championnat d'Asie des moins de 23 ans organisé au Qatar. Le Japon remporte le tournoi en battant la Corée du Sud en finale. Il participe ensuite en mai 2016 au Tournoi de Toulon. Il est dans la foulée retenu par le sélectionneur Makoto Teguramori afin de participer aux Jeux olympiques d'été organisés au Brésil. Il ne joue toutefois aucun match lors du tournoi olympique.

## Palmarès

### En club

#### Vissel Kobe
- Vice-champion de J-League 2 en 2013

#### Urawa Red Diamonds
- Vainqueur de la Coupe du Japon en 2018 et 2021
- Vainqueur de la Supercoupe du Japon en 2022
- Finaliste de la Supercoupe du Japon en 2019
- Vainqueur de la Ligue des champions de l'AFC en 2022
- Finaliste de la Ligue des champions de l'AFC en 2019

### En sélection

#### Japon -23 ans
- Vainqueur du championnat d'Asie des moins de 23 ans en 2016